# Kuroda Hiroki
Kuroda Hiroki (黒田 博樹  sinh ngày 10 tháng 2, 1975) là một cựu tay ném bóng chày chuyên nghiệp, từng thi đấu tại Nippon Professional Baseball (NPB) cho Hiroshima Toyo Carp từ năm 1997 tới 2007, sau đó tại Major League Baseball (MLB) cho Los Angeles Dodgers từ năm 2008 đến 2011 và New York Yankees từ 2012 tới 2014. Từ sau mùa giải 2014, anh quay về đầu quân cho Carp cho tới khi giải nghệ sau mùa giải 2016.
Tại NPB, Kuroda đã giành danh hiệu Đội hình xuất sắc nhât mùa giải năm 2005 và danh hiệu Vô địch về Tỉ lệ mất điểm (ERA) năm 2006. Anh cũng đã giành huy chương đồng tại Thế vận hội Mùa hè 2004 cùng đội tuyển bóng chày Nhật Bản.
Ngày 14 tháng 9 năm 2015, Kuroda được bổ nhiệm là Đại sứ Thiện chí cho Viện Đào tạo và Nghiên cứu Liên Hợp Quốc (UNITAR).

## Tiểu sử
Kuroda sinh ra và lớn lên tại phường Suminoe, thành phố Osaka. Cha anh, Kuroda Kazuhiro, cũng là một cầu thủ bóng chày chuyên nghiệp đã có thời gian đầu quân cho CLB Nankai Hawks . Kuroda theo học tại trường trung học Uenomiya ở Osaka, nơi anh tham gia các lớp học và luyện tập bóng chày từ 5 giờ sáng đến 10 giờ tối.  Sau đó, anh theo học tại Đại học Senshu ở Tokyo.

## Sự nghiệp

### Hiroshima Toyo Carp (1997-2007)
Kuroda gia nhập Hiroshima Toyo Carp ở kì tuyển cầu thủ năm 1996 sau khi được chọn ở vòng tuyển thứ hai. Trong những năm đầu sự nghiệp, anh đã bị lu mờ trước đồng đội được chọn ở vòng đầu tiên năm 1996, Sawazaki Toshikazu, người cùng tuổi với Kuroda và đã giành giải Tân binh xuất sắc nhất Central League vào năm 1997. Tuy nhiên, Kuroda dần dần xây dựng được vị thế của mình khi giành được suất thường xuyên trong dàn tay ném chủ công trong khi Sawazaki dần mờ nhạt. Năm 1999, anh tham gia Cúp Quốc tế được tổ chức tại Sydney, giành chiến thắng trước Hàn Quốc và không để mất điểm trong trận đấu trước Đài Loan .
Kuroda đã ném thắng hơn 10 trận trong ba năm liên tiếp kể từ năm 2001. Năm 2003, anh được trao vị trí ném chủ công trong ngày khai màn mùa giải, thay thế cho cựu át chủ bài Sasaoka Shinji . Anh ấy thi đấu không tốt vào đầu mùa giải, nhưng đã cải thiện sau kỳ nghỉ giữa mùa để kết thúc mùa giải với 13 trận thắng. Anh đã giành được hai chiến thắng với tư cách là tay ném hộ công tại Thế vận hội mùa hè năm 2004, góp công vào tấm huy chương đồng của đội tuyển Nhật Bản. Năm 2005, anh dẫn đầu Central League với 15 trận thắng, lọt vào Đội hình xuất sắc nhất mùa giải và Golden Glove. Anh tiếp tục thành công vào năm 2006, kết thúc mùa giải với tỉ lệ mất điểm (ERA) dẫn đầu giải đấu là 1,85, và củng cố danh tiếng là một trong những tay ném xuất sắc nhất Nhật Bản. Tay ném người Nhật Bản gần nhất kết thúc mùa giải với ERA dưới 2,00 là Saito Masaki vào năm 1989. Anh đạt thành tích bảo toàn đầu tiên vào ngày 16 tháng 10 năm đó trước CLB Chunichi Dragons và dẫn đầu giải đấu về số trận ném trọn vẹn trong khoảng thời gian sáu năm từ 1999 đến 2005.

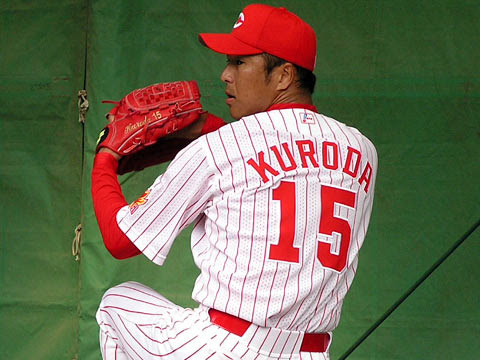
Kuroda trong thời kì đầu tiên đầu quân cho Hiroshima Toyo Carp

Năm 2006, anh là một trong hai cầu thủ của Hiroshima Toyo Carp được triệu tập cho tuyển Nhật Bản cho giải Siêu kinh điển bóng chày thế giới năm 2006, cùng với Arai Takahiro . Anh được coi là một trong những cầu thủ chủ chốt nhưng ít được chú ý của đội tuyển Nhật Bản cùng với các cầu thủ đang thi đấu tại MLB như Iwamura Akinori và Fukudome Kosuke, nhưng đã bị chấn thương khi bị bóng đập vào tay phải trong một trận đấu tập vào ngày 24 tháng 2, buộc anh phải rút lui khỏi tuyển.
Kuroda trở thành cầu thủ tự do vào tháng 5 năm 2006, nhưng anh tuyên bố sẽ ở lại Carp cho đến mùa giải 2007. Trong thời gian nghỉ giữa mùa giải, anh đã đến Hoa Kỳ để thực hiện phẫu thuật làm sạch khuỷu tay phải theo gợi ý của huấn luyện viên Marty Brown.
Kuroda là tay ném chủ công của đội trong trận khai mạc mùa giải thứ năm liên tiếp vào năm 2007. Anh đạt trận ném thắng thứ 100 trong sự nghiệp của mình vào ngày 14 tháng 7 năm 2007, trước Yomiuri Giants tại Tokyo Dome (nơi cũng đã chứng kiên trận ném thắng chuyên nghiệp đầu tiên của Kuroda). Mặc dù thi đấu hiệu quả nhất vào giai đoạn đầu những năm trước, anh vẫn gặp khó khăn trong việc đạt các trận ném có chất lượng trong nửa sau của mùa giải, một phần có thể do ca phẫu thuật anh đã trải qua vào giai đoạn tiền mùa giải. Anh kết thúc mùa giải với thành tích 12–8, với ERA là 3,56.
Tương tự như Fukuhara Shinobu, Miura Daisuke và Ono Shingo, Kuroda được biết đến là là tay ném rất "đói điểm hỗ trợ" từ đồng đội trên mặt trận tấn công tại NPB. Năm 2005, anh là chủ công cho một trận đấu ném tiếp sức kéo dài 12 hiệp đã kết thúc với tỷ số hòa 0 đều (ngày 15 tháng 4 gặp Yokohama BayStars, với chủ công là Miura Daisuke). Năm 2006, trong trận đấu với Hanshin Tigers, anh đã rời khỏi trận đấu với tỷ số dẫn trước 2–1 sau 8 hiệp đấu, nhưng đã không nhận được thành tích ném thắng khi tay ném hậu công Nagakawa Katsuhiro để lọt một cú home run gỡ hòa khi đã có hai out ở hiệp 9. Kuroda được ca tụng là "Sát thủ Giants" vì phong độ ném bóng cực kỳ tốt khi đối đầu với Yomiuri Giants.

#### Chuyển nhượng tự do
Kuroda trở thành cầu thủ tự do vào ngày 31 tháng 5 năm 2006 và tuyên bố rằng anh sẵn sàng lắng nghe lời đề nghị từ các đội khác. Hiroshima Toyo Carp có chính sách không giữ chân cầu thủ tự do do mức lương cao quá khả năng đáp ứng của CLB vốn rất yếu về mặt tài chính. Theo thông lệ, ban lãnh đạo Carp không bao giờ cố gắng đàm phán với các cầu thủ đã tuyên bố là cầu thủ tự do (ví dụ như việc bỏ qua việc xem xét lại việc giữ chân cầu thủ sân ngoài Kanemoto Tomoaki sau khi tuyên bố là cầu thủ tự do). Nhiều đội bóng đã thể hiện sự quan tâm đến Kuroda, bao gồm Seibu Lions và Hanshin Tigers, những đội đã mất hai cầu thủ chủ chốt Matsuzaka Daisuke và Igawa Kei sau khi đăng tuyển chuyển nhượng sang MLB. CLB Fukuoka SoftBank Hawks với tiềm lực tài chính rất mạnh đã tích cực theo đuổi Kuroda, trong khi Chunichi Dragons và Yomiuri Giants, những đội cùng lúc đang theo đuổi cầu thủ tự do Ogasawara Michihiro, cũng được cho là có sự quan tâm.
Cùng với chính sách không giữ chân cầu thủ tự do, CLB Carp vẫn phải đối mặt với những vấn đề nghiêm trọng do đội hình ném bóng yếu kém, khiến họ luôn ở nửa dưới bảng xếp hạng kể từ năm 1997. Viễn cảnh mất Kuroda, cầu thủ ném bóng hiệu quả và ổn định nhất trong đội, đã buộc họ phải đàm phán. Vào ngày 15 tháng 10 năm 2006, đội đã đưa ra một thỏa thuận có thời hạn 4 năm, trị giá 1 tỷ yên kèm theo các phúc lợi sau khi giải nghệ, cho thấy họ hoàn toàn có ý định giữ chân Kuroda. Về lương cơ bản, Kuroda đã được trả 200 triệu yên vào năm 2006, và hợp đồng này chỉ tăng 50 triệu yên vào năm 2007 và không tăng thêm trong ba năm tiếp theo. Tuy nhiên, đây vẫn được xem là một bước tiến lớn đối với ban lãnh đạo Carp khi xét đến việc chỉ có hai cầu thủ khác trong đội (Maeda Tomonori và Kanemoto Tomoaki) từng được trả lương quá 200 triệu yên mỗi năm. Vào ngày 6 tháng 11 năm 2006, Kuroda đã đồng ý ký một thỏa thuận có thời hạn 4 năm trị giá 1,2 tỷ yên (lương cơ bản + tiền thưởng là 250 triệu yên) để ở lại Hiroshima. Bản hợp đồng mới này bao gồm điều khoản Kuroda có thể đàm phán với các đội MLB với tư cách là cầu thủ tự do tại bất kỳ thời điểm nào trong hợp đồng trên. Cùng lúc đó, Kuroda tuyên bố anh sẽ không chơi cho bất kỳ đội bóng Nhật Bản nào khác ngoài Hiroshima Toyo Carp. Mặc dù thỏa thuận cuối cùng đã thực hiện tăng lương, nhưng các cuộc đàm phán của Kuroda cho thấy một trường hợp hiếm hoi mà hợp đồng chuyển nhượng tự do không làm tăng mức lương của một cầu thủ lên mức vô lý.
Kuroda đã được cả người hâm mộ và giới truyền thông đón nhận tích cực, và trong trận đấu cuối cùng của Kuroda trong mùa giải 2006, trong một trận đấu cháy vé tại Sân vận động thành phố Hiroshima, người hâm mộ trưng những tấm biển màu đỏ có hình số 15 (số áo của Kuroda). Tuy nhiên, Kuroda đã nhiều lần bày tỏ mong muốn giành chức vô địch và có khả năng rất cao là ông sẽ chuyển sang MLB nếu đội bóng không thể cạnh tranh cho suất play-off. Carp đã phải rất vất vả để thoát khỏi vị trí cuối cùng ở Central League trong suốt mùa giải, nhưng vẫn rất xa vời so với vị trí thứ ba để có thể tham gia vòng play-off Climax Series mới được thiết lập.
Kuroda tuyên bố ý định chuyển tới thi đấu tại MLB vào mùa giải 2008 vào ngày 18 tháng 10 năm 2007. Đã có tin đồn rằng anh sẽ sử dụng hệ thống đăng tuyển để chuyển đến MLB, và mang lại cho đội Hiroshima eo hẹp về tài chính phần tiền phí từ quá trình này, nhưng cuối cùng anh đã tuyên bố chuyển nhượng dưới dạng tự do. Texas Rangers, Seattle Mariners, Kansas City Royals, Arizona Diamondbacks và Los Angeles Dodgers đã bày tỏ quan tâm đến việc ký hợp đồng với Kuroda, và anh đã ký hợp đồng ba năm trị giá 35,3 triệu đô la với Los Angeles Dodgers vào ngày 12 tháng 12 năm 2007. 

### Los Angeles Dodgers (2008-2011)
Trong trận đầu tiên ra sân cho Dodgers, Kuroda đã ném bảy hiệp đấu trước San Diego Padres, chỉ để lọt 1 điểm và giành chiến thắng đầu tiên trong sự nghiệp bóng chày tại Mỹ của mình. Kuroda có thành tích 3 thắng – 6 thua với chỉ số mất điểm là 4,04 trước khi phải vào danh sách chấn thương vì bị viêm gân nhẹ.
Khi trở lại, anh đã ném bảy hiệp đấu không mất điểm trước Houston Astros. Tuy nhiên, khởi đầu tiếp theo của anh thậm chí còn ấn tượng hơn. Vào ngày 7 tháng 7 năm 2008, Kuroda đã ném bảy hiệp hoàn hảo trong trận đấu với Atlanta Braves trước khi để Mark Teixeira ghi hit 2 chốt mở màn hiệp thứ tám. Cuối cùng, anh ấy đã đánh bại Braves mà chỉ để lọt một hit nói trên, không đẩy 4 bóng xấu (walk) tay đánh bóng nào nào toàn bộ chín hiệp đấu, và hoàn thành một cú "Maddux" khi ném trọn vẹn một trận không mất điểm chỉ với 91 cú ném.  Anh trở thành cầu thủ Dodger đầu tiên ném một trận chỉ lọt 1 hit kể từ khi Derek Lowe đạt thành tích trên trước Chicago Cubs vào ngày 31 tháng 8 năm 2005. Anh ấy đã trở thành tay ném tân binh đầu tiên kể từ Orel Hershiser năm 1984 khi ném hoản hảo tới hiệp thứ tám. 

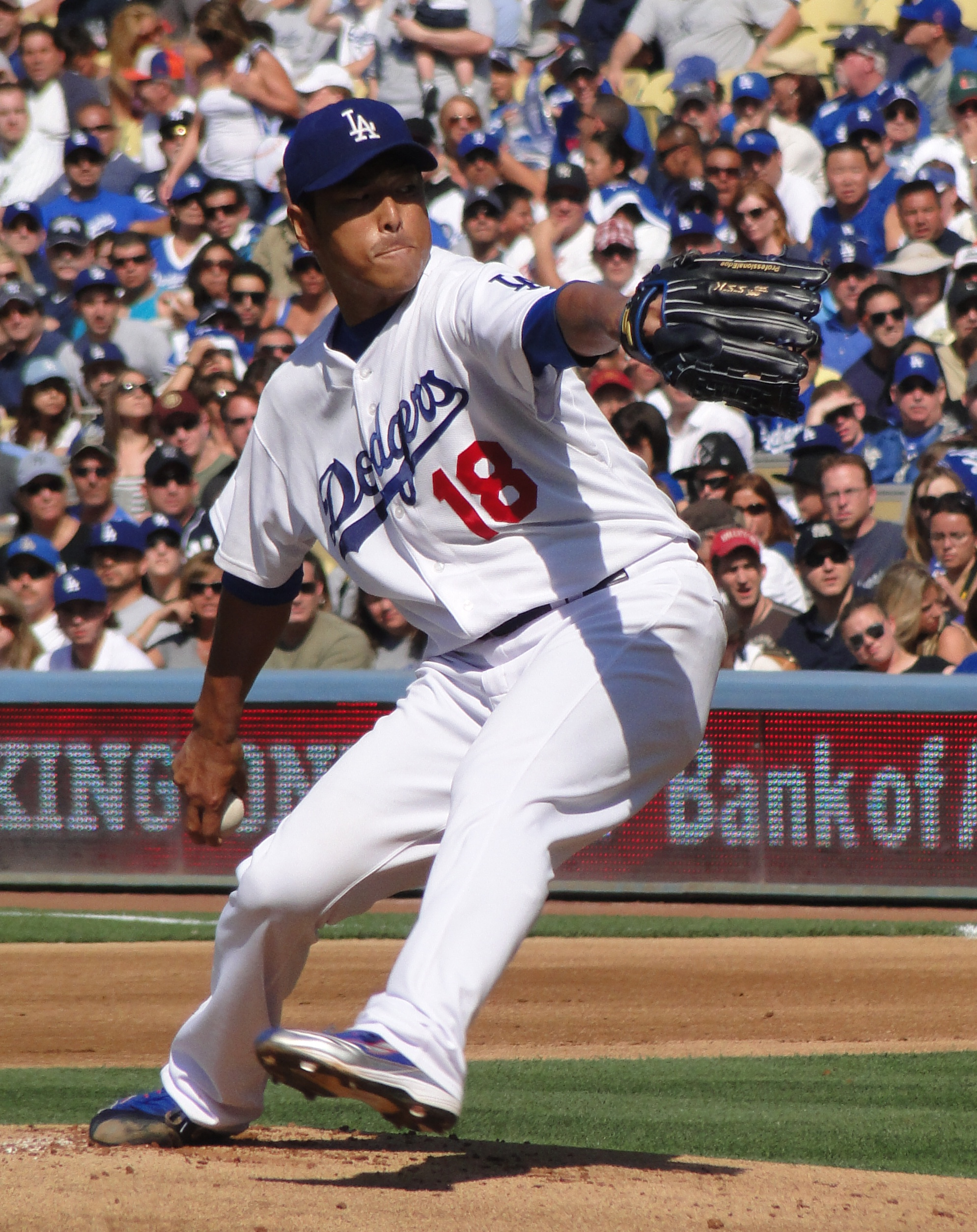
Kuroda ném bóng cho Los Angeles Dodgers năm 2010

Vào ngày 15 tháng 9 năm 2008, Kuroda đã bị tước mất cơ hội trở thành cầu thủ ném bóng đầu tiên của Dodgers kể từ Nomo Hideo ném 3 trận không mất điểm trong một mùa giải. Sau khi ném 7 hiệp mà chỉ để lọt 3 hit và không có đẩy người lên chốt nào, Kuroda bị thay ra khi đang dẫn trước 8–0, để Dodgers tạo điều kiện ra sân cho Brad Penny và Saito Takashi. Đội Dodgers sau đó giành chiến thắng chung cuộc với tỷ số 8–2. 
Vào ngày 4 tháng 10 năm 2008, Kuroda có lần đầu tiên xuất hiện tại vòng play-off MLB với tư cách là chủ công lượt trận thứ 3 vòng 1 của Dodgers trước Chicago Cubs, khi tỉ số trận là 2-0 nghiêng về Dodgers. Anh ấy đã có màn thể hiện ấn tương với 61⁄3 hiệp đấu không mất điểm và giúp Dodgers giành chiến thắng và loại trắng Cubs để tiến vào vòng Serie chung kết National League (NLCS).  Vào ngày 12 tháng 10 năm 2008, Kuroda chủ công lượt trận thứ 3 trước Philadelphia Phillies tại NLCS, khi Dodgers đang bị dẫn trước 2 trận thua. Anh ấy một lần nữa đã chơi rất hiệu quả, chỉ mất hai điểm trong sáu hiệp đấu (cộng với ba lần đối mặt với cầu thủ đánh bóng trong hiệp bảy) và qua đó giành trận ném thắng thứ hai tại vòng play-off.
Kuroda được chọn ném chủ công của Dodgers cho trận khai mở màn mùa giải 2009 và giành chiến thắng, khi chỉ để mất một điểm trong sáu hiệp đấu. Tuy nhiên, anh đã bị thương trong một buổi ném tập ngay sau đó và không thể trở lại đội hình cho đến ngày 1 tháng 6.
Mặc dù bỏ lỡ phần lớn mùa giải vì phải chiến đấu với nhiều chấn thương, Kuroda vẫn ra sân 20 lần trong năm 2009 và kết thúc với thành tích 8 thắng – 7 thua và ERA 3,76. Anh ấy được chọn ném chủ công lượt trận thứ 3 tại NLCS đấu với Phillies sau khi bỏ lỡ vòng 1 play-off vì "phồng đĩa đệm ở cổ".  Tuy nhiên, anh đã thi đấu không tốt ở NLCS, không thể vượt qua hiệp đấu thứ hai và để mất sáu điểm.
Vào ngày 30 tháng 8 năm 2010, Kuroda ném không để mất hit nào cho đến hiệp đấu thứ 8 trước đội khách Phillies, trước khi Shane Victorino đã phá vỡ thế "no hit, no run" của Kuroda bằng một cú hit đơn ra cánh phải. Kuroda sau đó nhận được sự hoan nghênh nhiệt liệt từ khán giả nhà. 
Năm 2010, Kuroda ra sân 31 lần cho Dodgers, kết thúc mùa giải với thành tích 11 thắng – 13 thua và ERA 3,39, đồng thời đã có tích luỹ tốt nhất trong sự nghiệp với 196,1 hiệp ném và 159 lần strike-out. Anh trở thành cầu thủ tự do vào cuối mùa giải, nhưng đã được Dodgers ký gia hạn một năm trị giá 12 triệu đô la.
Vào ngày 27 tháng 7 năm 2011, Kuroda để thua trước Colorado Rockies với tỷ số 1–3, trở thành cầu thủ ném bóng đầu tiên của Dodger có hai mùa giải liên tiếp thua ít nhất 13 trận kể từ Orel Hershiser vào năm 1992 và 1993 .
Có suy đoán rằng Kuroda sẽ bị chuyển đi vào cuối kì chuyển nhượng năm 2011, nhưng anh ấy đã chọn không từ bỏ "điều khoản không chuyển nhượng" trong hợp đồng của mình vì muốn ở lại Dodgers trong phần còn lại của mùa giải. 
Kuroda kết thúc mùa giải 2011 với thành tích 13–16, đạt số trận ném thắng lẫn ném thua cao nhất trong sự nghiệp cùng 161 strike-out. ERA 3,07 trong mùa giải này của anh cũng là tốt nhất trong sự nghiệp tại MLB. Cuối mùa giải 2011, Kuroda trở thành cầu thủ tự do.

### New York Yankees (2012-2014)

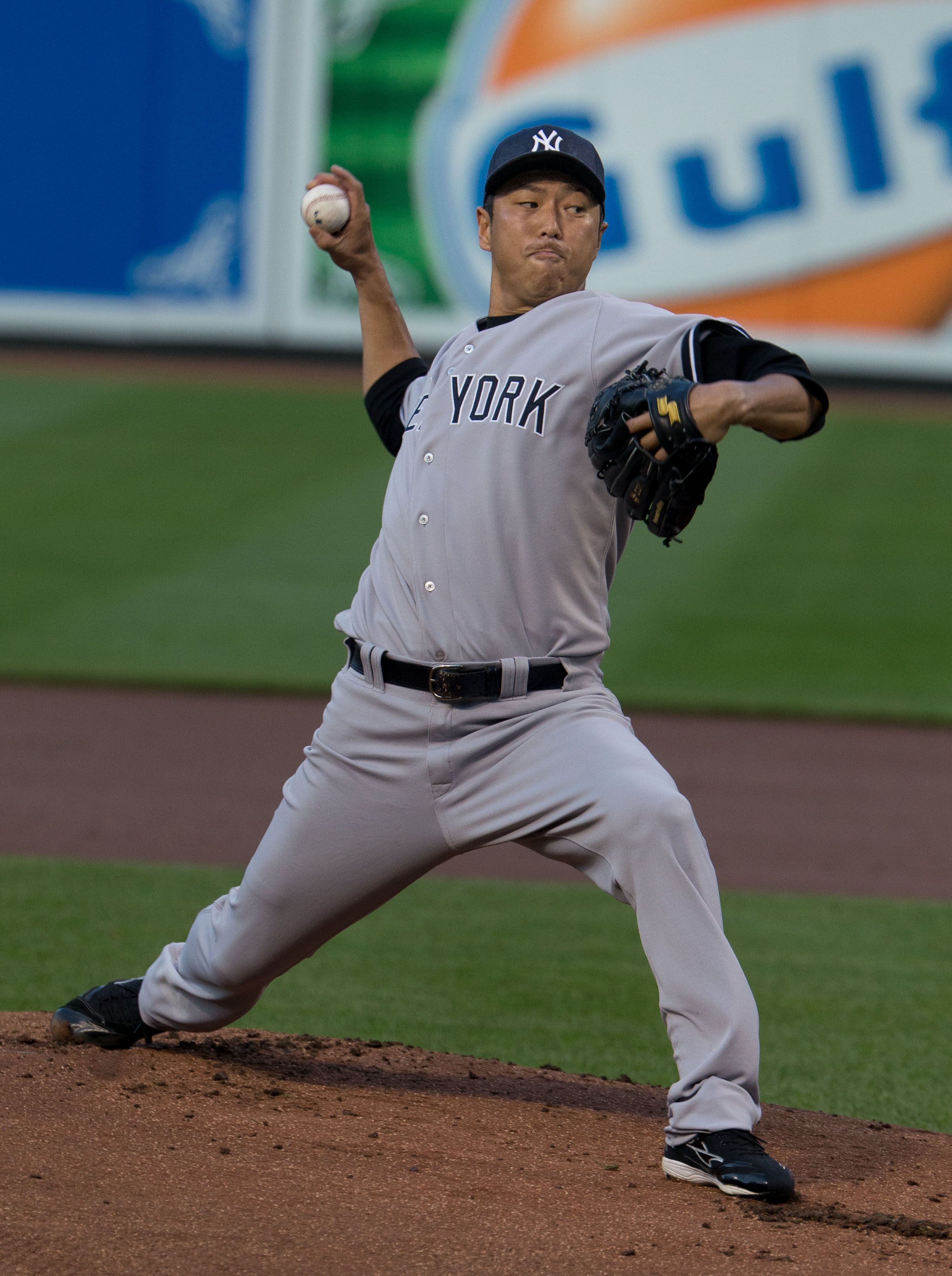
Kuroda trong màu áo New York Yankees năm 2013

Vào ngày 13 tháng 1 năm 2012, Kuroda đã đồng ý ký hợp đồng một năm trị giá 10 triệu đô la với New York Yankees .  Anh ấy lên biên chế Yankees vào ngày 26 tháng 1 năm 2012. 
Sau năm đầu tiên thành công với Yankees với thành tích 16 thắng – 11 thua với ERA 3,32 trong 219,2 hiệp trong mùa giải và ERA 2,81 trong 16 hiệp đấu play-off, Yankees đã ký lại hợp đồng 1 năm trị giá 15 triệu đô la với Kuroda vào ngày 20 tháng 11 năm 2012.  Tính tới hết nửa đầu mùa giải 2013, Kuroda dẫn đầu AL về ERA với 2,65. Sau kỳ nghỉ All-Star, tốc độ bóng của Kuroda bắt đầu suy yếu khi anh có thành tích 3 thắng – 7 thua với ERA là 4,25 trong 13 lần ra quân. Kết thúc mùa giải 2013, Kuroda có thành tích 11 thắng – 13 thua với ERA là 3,31 trong 32 lần ra sân. Mùa giải sau đó, anh tiếp tục có thành tích 11 thắng – 9 thua với ERA  3,71 trong 32 lần ra sân.

### Trở về Hiroshima Carp (2015-2016)
Vào ngày 26 tháng 12 năm 2014, Kuroda quyết định trở lại Nhật Bản đầu quân cho đội bóng cũ là Hiroshima Toyo Carp với bản hợp đồng một năm trị giá 3,3 triệu đô la với.  
Trở lại Carp ở tuổi 40 sau bảy mùa giải ở MLB, Kuroda đã có một trong những mùa giải xuất sắc nhất của mình với tư cách là một cầu thủ chuyên nghiệp. Mặc dù có thành tích 11 thắng – 8 thua, Kuroda đã ra sân 26 lần (chỉ kém ba trong 12 mùa giải khác của anh tại NPB), đạt ERA 2,55 (thấp hơn 1,04 so với mức trung bình của anh tại NPB) và kết thúc với chỉ số WHIP 1,102 (chỉ kém hai mùa giải khác). Với việc chỉ mất 8 home run trong cả mùa giải, thành tích HR/9 (số HR để lọt trung bình 9 hiệp) 0,4 là thành tích tốt nhất trong sự nghiệp của anh. Kuroda được bầu là tay ném chủ công của Central League trong Trận đấu All-Star năm 2015, đây là lần được chọn tham gia thứ năm của anh. Tay ném đối thủ của anh đại diện cho Pacific League, Ōtani Shōhei, kém Kuroda 19 tuổi (Kuroda 40 và Ōtani 21).
Sau một hồi cân nhắc,  Kuroda đã ký hợp đồng tiếp tục đầu quân cho Carp vào năm 2016, với bản hợp đồng trị giá 4,9 triệu đô la, khiến Kuroda trở thành cầu thủ được trả lương cao nhất tại NPB ở tuổi 41.  Kết thúc mùa giải 2016, Kuroda có thành tích 10 thắng – 8 thua, ERA 3,09. Ngày 10 tháng 9 năm 2016, tại Tokyo Dome, Kuroda ném chủ công trong chiến thắng trước Yomiuri Giants, giúp Carp chính thức lần đầu tiên vô địch Central League sau 25 năm. Tại vòng play-off, Hiroshima Toyo Carp đã giành quyền tham dự Nippon Series 2016 trước khi để thua trước Nippon-Ham Fighters sau 7 lượt trận. 
Kuroda tuyên bố giải nghệ sau khi kết thúc mùa giải 2016, và CLB Carp ra quyết định treo vĩnh viễn số áo 15 của anh. 

## Bộ kĩ năng ném bóng
Kuroda có tổng cộng năm kiểu ném. Kiểu ném tốt nhất của anh là một cú shuuto —tương tự như cú bóng rụng (sinker) và được PITCHf/x phân loại chung với nhau — với tốc độ từ 90 đến 94 dặm/giờ. Shuuto của Kuroda đạt đỉnh ở mức 97 mph khi anh ấy thi đấu cho Los Angeles Dodgers.  Mặc dù tốc độ ném bóng của Kuroda giảm dần trong giai đoạn sau của sự nghiệp, nhưng cú ném này vẫn giúp anh trở thành một tay ném câu đánh bóng yếu hiệu quả.  Đường bóng chậm chính của anh là đường bóng trượt (slider) với tốc độ trong khoảng 83–85. Kuroda hoàn thiện bộ kiểu ném của mình bằng cú bóng nhanh bốn viền (four seam fast ball) (tốc độ 90 – 94 mph), một cú splitter (86–88) và đôi khi là một cú ném bóng cong (76–78). Gần 90% cú ném của Kuroda với đối phương thuận tay phải là cú ném shuuto hoặc slider theo tỉ lệ 50/50. Khi đối đầu với đối phương thuận tay trái, anh ấy đa dạng hóa đáng kể các kiểu ném và cú splitter được coi là kiểu ném chốt hà strike-out. Kuroda có xu hướng ném slider theo quĩ đạo bẻ thấp và xa khỏi đối phương thuận tay phải khi đã đạt 2 bóng tốt. 

## Gia đình
Kuroda và vợ, Masayo, có hai cô con gái, Kuroda Hinatsu (sinh ngày 18 tháng 11 năm 2002) và Kuroda Wakana (sinh ngày 13 tháng 8 năm 2005). 